# Глинка (річка)
Глинка — річка в Україні, у Коропському районі Чернігівської області. Права притока Бистрика (басейн Дніпра).

## Опис
Довжина річки приблизно 4,6 км

## Розташування
Бере початок на південному сході від Рихли. Спочатку тече на південний схід, а потім на південний захід через Будище і впадає у річку Бистрик, праву притоку Десни.